# Bayton
Bayton – wieś w Anglii, w hrabstwie Worcestershire, w dystrykcie Malvern Hills. Leży 25 km na północny zachód od miasta Worcester i 186 km na północny zachód od Londynu. Miejscowość liczy 443 mieszkańców.